# Ecliptica
Albums de Sonata Arctica
Aucun Silence
(2001)
Ecliptica est le premier album studio du groupe de power metal finlandais Sonata Arctica. L'album est sorti le 9 septembre 1999 sous le label Spinefarm Records en Europe et sous le label Century Media Records aux États-Unis.

## Liste des titres
1. Blank File
2. My Land
3. 8th Commandment
4. Replica
5. Kingdom For a Heart
6. FullMoon
7. Letter To Dana
8. UnOpened
9. Picturing the Past
10. Destruction Preventer
11. Mary-Lou (Bonus CD Japan)
12. Letter to Dana (Returned to Sender)

## Composition du groupe
- Tony Kakko – chant / claviers
- Jani Liimatainen – guitare
- Janne Kivilahti – basse
- Tommy Portimo – batterie
- Raisa Aine – flûte sur le titre Letter to Dana